# 정소공주
정소공주(貞昭公主, 1412년 ~ 1424년 4월 3일(음력 2월 25일))는 조선의 공주로, 제4대 국왕인 세종의 장녀이자 적장녀이며 어머니는 소헌왕후이다. 문종과 세조의 큰누나이다.

## 생애
1412년(태종 12년), 태종의 셋째 아들인 왕자 충녕대군과 부인 경숙옹주 심씨의 첫째로 태어났다.
1418년(태종 18년), 당시 세자였던 양녕대군이 폐세자되고 아버지인 충녕대군이 왕세자로 책봉되자, 왕녀 아기씨로 신분이 격상되었다. 같은 해에 아버지인 충녕대군이 세종으로 즉위하자 공주의 지위로 격상되었다. 그러나 관례를 치르기 전인 1424년(세종 6년) 완두창(마마)에 걸려 13세의 나이로 사망하였다. 본래의 시호는 정혜(貞惠)였으나 태종의 딸 정혜옹주와 같아서 정소(貞昭)로 고쳤다. 묘소는 고양현에 있다.
| “ | 왕은 말하노라. 수요(壽夭)가 이미 정해져 있는 것은 비록 옮길 수 없는 것이나, 부자간의 지극한 정리는 스스로 끊을 수 없구나. 슬프다. 너의 일생은 연약한 여식으로 자라났다. 자태가 단정하고 맑으며, 품성(稟性)은 곧고 아름다우며, 손을 이끌고 다닐 때부터 효제(孝悌)함이 너의 행실이었다. 나이는 어렸지만은 성인(成人)과 같았다. 자애의 정이 쏠리어 어루만져 사랑하기를 더욱 두터이 하였다. 네가 결혼하여 함께 편히 영화를 누리려 하였더니, 어찌 어린 나이로 하찮은 병에 걸려 좀 더 살지 못하고 드디어 대고(大故)를 당할 줄 뜻하였으랴. 조섭(調攝)을 잘못 하였던가, 기도함이 궐(闕)하였던가. 어찌 이 지경에 이르렀는가. 성음과 용모는 완연하건만 정상(精爽)한 넋은 어디로 갔는가. 가슴을 치면서 슬퍼하며, 눈물을 참으려 하니 가슴을 적신다. 빈실(殯室)에 치제(致祭)하여 슬픈 회포를 펴고자 하니, 넋이 알음이 있거든 내 이 말을 알리라. | ” |
|   | — 세종 |   |

## 일화
- 세종은 유독 첫딸인 정소공주를 아꼈기 때문에, 바쁜 업무중에도 딸을 찾아가 친히 학문을 가르쳤다.
- 그녀가 죽은 후 세종은 정사를 돌보지 못할 정도로 큰 상심에 빠졌으며, 그녀의 장례는 세명의 공신(功臣)과 육조의 당상관들이 성문 밖에까지 장송할 정도로 크게 대우해 주었다.

## 가족 관계
- 조부 : 태종(太宗, 1367~1422)
- 조모 : 원경왕후 민씨(元敬王后 閔氏, 1365~1420)
  - 아버지 : 세종(世宗, 1397~1450)
- 외조부 : 청천부원군 심온(領議政府事 靑川府院君 沈溫, 1375~1418)
- 외조모 : 삼한국대부인 순흥 안씨(三韓國大夫人 順興 安氏, ?~1444)
  - 어머니 : 소헌왕후 심씨(昭憲王后 沈氏, 1395~1446)
    - 동생 : 문종(文宗, 1414~1452)
    - 동생 : 정의공주(貞懿公主, 1415~1477)
    - 동생 : 세조(世祖, 1417~1468)
    - 동생 : 안평대군 용(安平大君 瑢, 1418~1453)
    - 동생 : 임영대군 구(臨瀛大君 璆, 1420~1469)
    - 동생 : 광평대군 여(廣平大君 璵, 1425~1444)
    - 동생 : 금성대군 유(錦城大君 瑜, 1426~1457)
    - 동생 : 평원대군 임(平原大君 琳, 1427~1445)
    - 동생 : 영응대군 염(永膺大君 琰, 1434~1467)

## 관련 작품

### 드라마
- 《대왕 세종》(KBS, 2008년, 배우:주다영, 김지원)

## 참고 자료
- 정소공주 - 한국학중앙연구원